# Sanna Kannisto
Pour les articles homonymes, voir Kannisto.
Sanna Kannisto, née en 1974 à Hämeenlinna, est une photographe finlandaise qui vit et travaille à Helsinki. Les œuvres de Kannisto dépeignent la diversité des espèces de la nature : sujets animaux, végétaux et paysages. Kannisto s'intéresse au désir humain de contrôler la nature, d'explorer et de collecter des informations. Les questions écologiques, telles que le déclin du nombre d'oiseaux et d'insectes, sont également des thèmes importants pour cette artiste.

## Biographie
Née en 1974 à Hämeenlinna, elle fait des études supérieures  en photographie, dans un premier temps, de 1994 à 1997, à l’Académie des Arts de Turku, puis de 1998 à 2002 à l’École supérieure Aalto d'art, de design et d'architecture d'Helsinki. Entre ces deux étapes, fin 1997 et début 1998, elle mène une expédition dans la forêt amazonienne du Pérou. Puis elle effectue dès 2000 une autre expédition en forêt, en Guyane française et au Brésil.
Sanna Kannisto travaille pendant plus de 20 ans avec des scientifiques de stations de recherche en forêt, en Amérique du Sud, au Lac Baïkal en Sibérie, sur l'île Ponza en Italie et à la station ornithologique gérée par la Société ornithologique d'Helsinki à Hanko. Ce travail se fait en étroite collaboration avec les naturalistes : elle s'intéresse à travers ses choix de sujets aux motivations de ces scientifiques et à leurs préoccupations sur la biodiversité et l'équilibre de la vie des différentes espèces,,.
Elle a développé une méthode photographique spécifique pour ses photographies d’animaux et de végétaux durant les diverses expéditions menées, avec un studio de terrain de structure légère, portative, en plexiglas, qu’elle installe dans la nature, et qui lui permet de maîtriser l’éclairage et l’arrière -plan. Les animaux photographiés, petits mammifères, petits reptiles, oiseaux, etc., sont capturés par des spécialistes et relâchés rapidement, sains et saufs, après la prise de photo. Elle retient une approche presque scientifique de la mise en scène d’un sujet, tels que l’utilisation d’un fond blanc, pour mieux mettre l’accent sur leur anatomie et leur beauté,,. « La photographie et la science ont une histoire partagée ; comme nous le savons, aussitôt apparue, la photographie a été mise au service du domaine scientifique [...] Grâce à la photographie il a été possible de rassembler, classifier, catégoriser, enregistrer et finalement, exposer [...] Dans mes travaux précédents j’ai comparé, non sans ironie, l’objectivité de la science et de la photographie », explique-t-elle ainsi.
Depuis 1997, Kannisto a organisé de nombreuses expositions individuelles et participé à des expositions collectives en Europe, en Amérique du Nord et du Sud, en Asie, et en Europe. Par exemple, elle a fait partie en 2004 de la petite dizaine d’artistes exposés lors de l'édition inaugurale du Festival Photo La Gacilly, et y est de nouveau exposée, presque 20 ans plus tard, en 2021. Ses œuvres figurent dans plusieurs collections de musées, comme par exemple le Centre Pompidou à Paris, la Maison européenne de la photographie à Paris également, le Musée de la photographie à Winterthour en Suisse, le musée d'art contemporain Kiasma à Helsinki, etc,. En 2015, Sanna Kannisto a reçu un prix de l’État finlandais pour la photographie et en 2017, elle a obtenu une bourse d'artiste de cinq ans en photographie.